# José María Sentís
José María Sentís Simeón (Riudoms, 30 de diciembre de 1896 - Cambrils, 31 de julio de 1989) fue un militar y político carlista y franquista español.

## Biografía
Estudió la carrera militar. Después del Desastre de Annual de 1921, se presentó voluntario para combatir en el Marruecos español, donde estuvo dos años y medio. Miembro de la Comunión Tradicionalista, durante el bienio derechista (1933-35) fue Comisario de Orden Público en Tarragona y participó en la represión de la sublevación de octubre de 1934. En 1936 planeó el Golpe de Estado del 18 de julio en Tarragona y participó en la Guerra Civil. Uno de sus hermanos, Eusebio Sentís Simeón, farmacéutico y exalcalde de Riudoms, murió en noviembre de 1936 víctima de la represión republicana en Tarragona.
Entre febrero de 1939 y 1940, fue gobernador civil de la provincia de Guadalajara, donde fundó el periódico Nueva Alcarria, órgano local del partido oficial del régimen, Falange Española Tradicionalista y de las JONS.
Entre 1940 y 1942 desempeñó el cargo de gobernador civil de la provincia de Palencia, entrando en conflicto con la jefatura provincial de FET y de las JONS y con el Auxilio Social.
También fue director general de prisiones entre 1942 y 1943. En 1964, en calidad de consejero nacional del Movimiento, fue procurador en las Cortes franquistas. Fue secretario general de la Comunión Tradicionalista durante unos cuatro años y recibió dos medallas de Javier de Borbón Parma. 
Intervino en la reconstrucción de varias iglesias en la provincia de Tarragona y en la construcción de unas escuelas públicas en Riudoms, razón por la que una avenida próxima a estas escuelas llevaba su nombre. En una entrevista en 1986, hacia el final de su vida, declaró que las guerras le parecían «una barbaridad y sobre todo las civiles», afirmando que siempre se había sentido catalanista y que le eran simpáticos Jordi Pujol y Miquel Roca, siendo el abuelo del último, Miguel Junyent, jefe carlista de Cataluña y un íntimo amigo suyo. 
Recibió la Cruz del Mérito Civil, la Cruz de San Hermenegildo, la Medalla de Sufrimientos por la Patria, la Medalla del Trabajo, la Medalla al Mérito Penitenciario y otras condecoraciones. Fue hijo ilustre de Riudoms hasta 2018 e hijo adoptivo de Guadalajara.